# Wiveliscombe Without
Wiveliscombe Without var en civil parish från 1894 till 1986 då den blev en del av Wiveliscombe, i grevskapet Somerset, i England. Civil parish var belägen 14 km från Taunton och hade 929 invånare år 1971.